# T34 (microprocessore)
T34 è una famiglia di microprocessori cloni dello Zilog Z80 prodotti nell'ex Unione Sovietica e utilizzati nella realizzazione delle copie di alcuni home computer degli anni ottanta commercializzate nei Paesi del Blocco sovietico.

## T34VM1

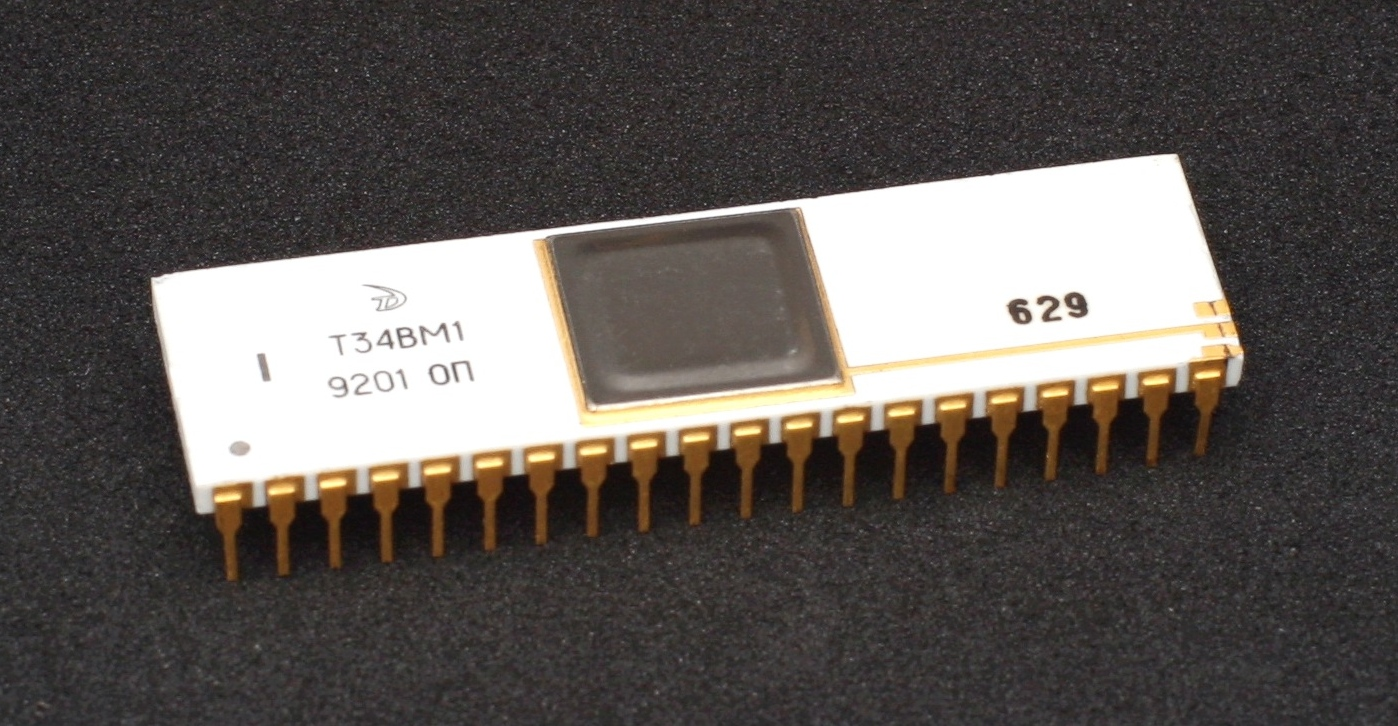
Il T34VM1, clone russo dello Z80

Il T34VM1 (in russo Т34ВМ1?) era un clone dello Z80 con un package in materiale sinterizzato o plastico. Fu successivamente distribuito come KP1858VM1 (in russo КП1858ВМ1?): la produzione del KR1858VM1 iniziò prima della cessazione di quella del T34VM1. I chip in materiale sinterizzato prodotti dal 1991 all'inizio del 1993 avevano la denominazione "OP", che poi scomparve in quelli prodotti successivamente.
Il T43VM1 fu usato per alcuni cloni dello ZX Spectrum, come la serie dei computer Didaktik prodotti nella ex Cecoslovacchia, ma anche per telefoni con Caller ID.
Il T34VM1 fu prodotto solo dalla russa Angstrem mentre i successivi KP1858VM1 e KP1858VM3 furono prodotti anche da altre società. La produzione del KP1858VM3 durò fino all'aprile del 1996.

## T34VG1

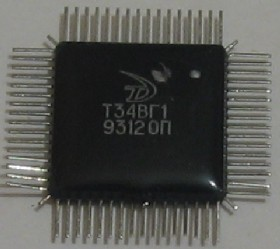
Il T34VG1 in formato QFP

Insieme al T34VM1 Angstrem produsse anche il T34VG1 (in russo Т34ВГ1?), destinato all'uso negli home computer e nei circuiti elettronici. Fu prodotto nei primi anni novanta come evoluzione del T34VG1, rispetto al quale era realizzato in formato QFP64. Il progetto del chip prevedeva anche alcuni chip accessori, come il Т34VE1 (una ROM che integravano il firmware dello ZX Spectrum, compreso l'interprete BASIC), che copiavano i chip accessori presenti nello ZX Spectrum. Angstrem andò però oltre la semplice clonazione e studiò il modo di ridurne il numero accorpando i compiti di diversi dei chip originali in un unico integrato. Il risultato fu che dai circa 40-50 del computer originale, Angstrem arrivò a 15 chip, permettendo di contenere i costi di produzione così che il prezzo finale del computer risultasse contenuto.
Il T34VG1 è stato utilizzato in questi computer compatibili ZX Spectrum:
- ANBELO / C
- ATAS 128/256
- BYTE (Moldavia)
- VESTA IR-31
- Delta-micro
- Didaktik M
- Kvant BK MS0530
- Companion 2
- Master
- RATON-9003
- Simbolo 48/128
- Sirius
- Console giochi "Elfo"